# سیکلید چتری کوتوله
سیکلید چتری کوتوله با نام علمی Apistogramma borellii، که بنام سیکلید چتری، چتری آپیستو و سیکلید کوتوله زرد هم شناخته می‌شود، گونه‌ای از ماهیان از سرده آپیستوگرام است.
سیچلاید چتری کوتوله یک سیکلید کوتوله آمریکای جنوبی است که در رودخانه پاراگوئه و رودخانه پارانا یافت می‌شود. آنها در آب‌های سرد با دمای ۶٫۵ درجه سانتی‌گراد نیز یافت شده‌اند. سیکلید چتری کوتوله از حشرات و سخت‌پوستان تغذیه می‌کند. نام خاص این گونه به افتخار آلفردو بورلی (۱۸۵۸–۱۹۴۳) جانورشناس معروف که این نوع را جمع‌آوری کرد، گذاشته شده‌است.

## نگارخانه

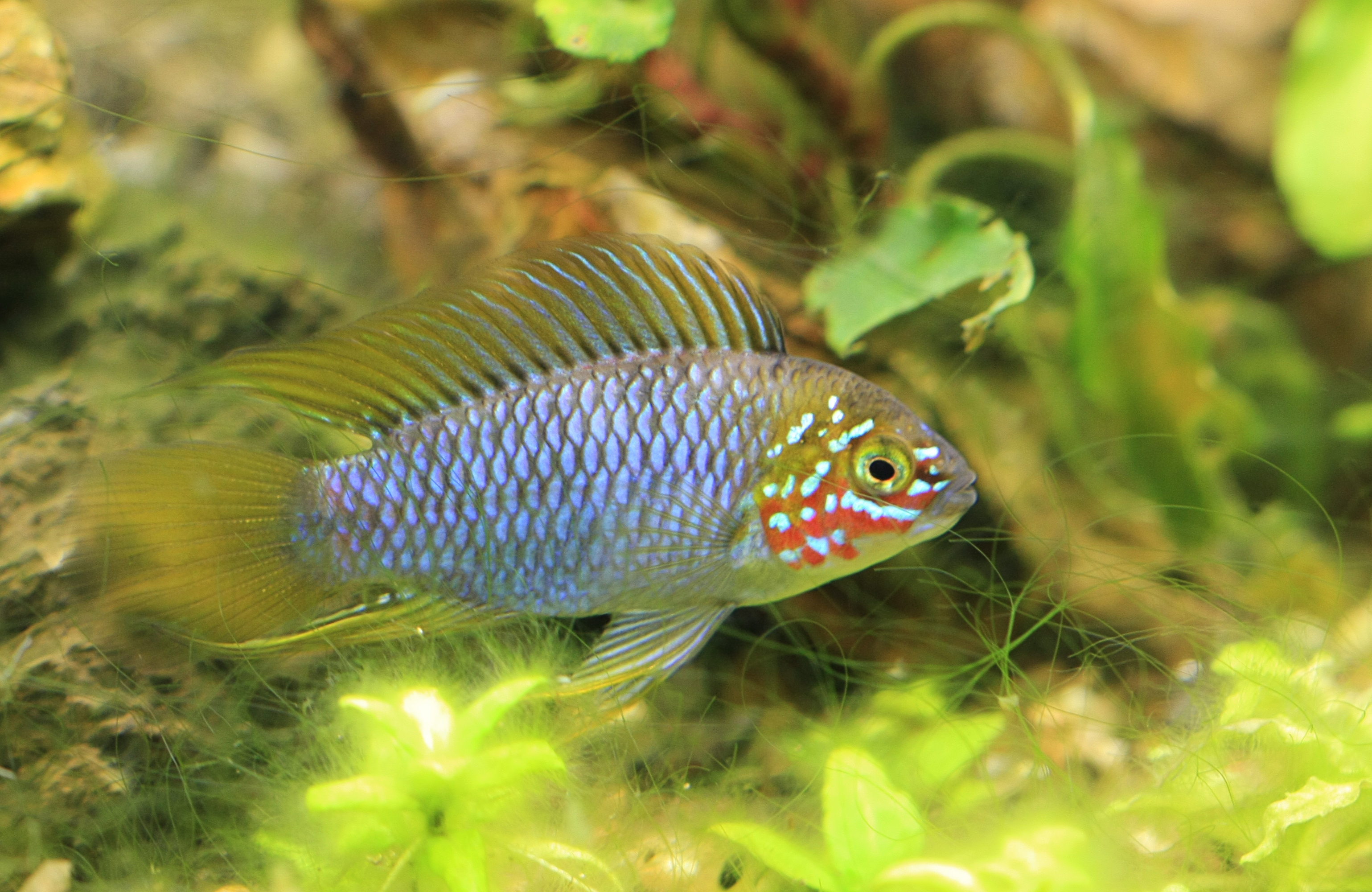
Apistogramma borellii نر "Opal"
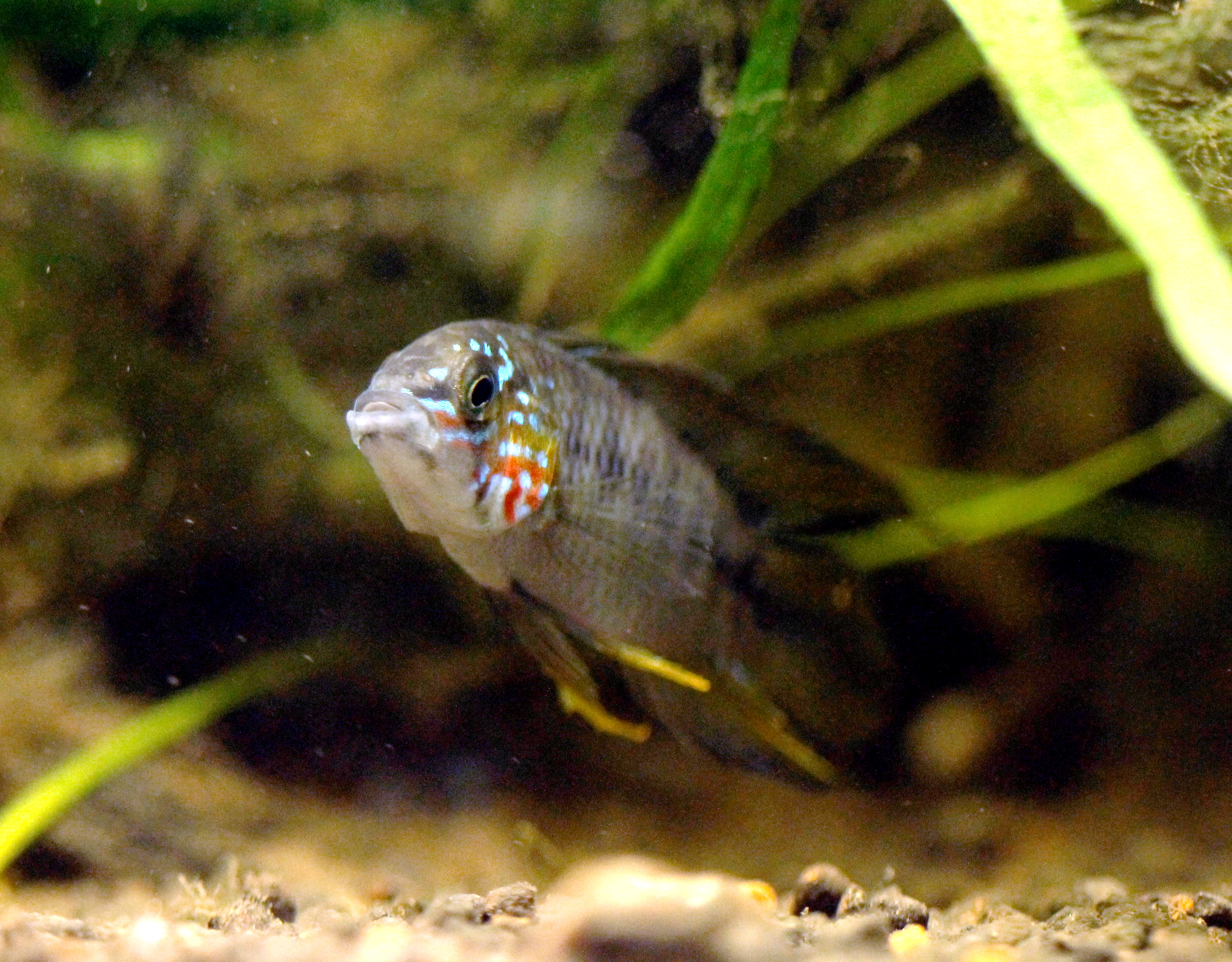
Apistogramma borellii نر "Opal"
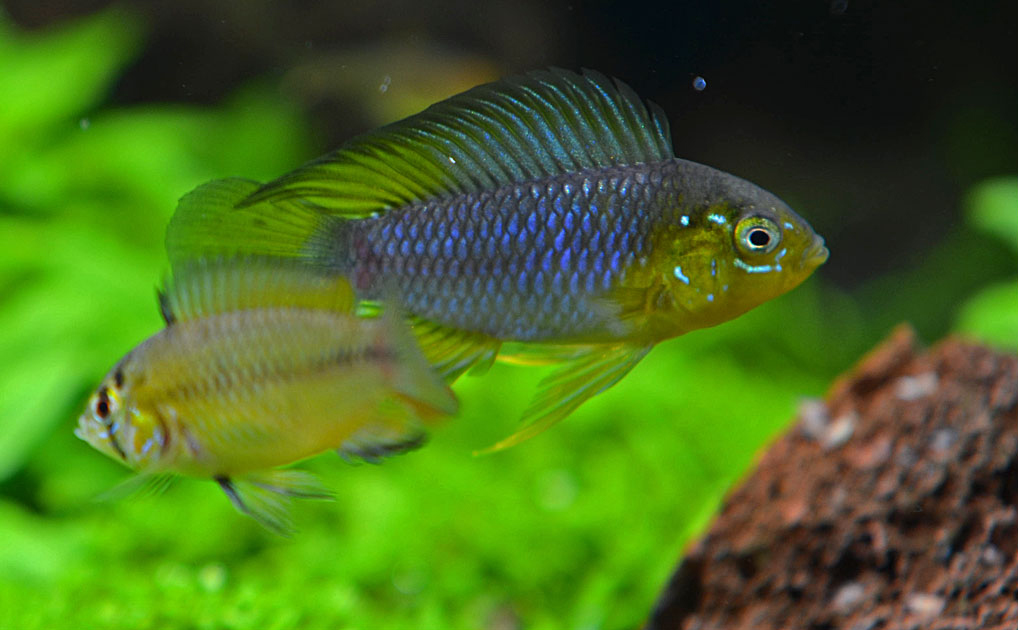
یک جفت Apistogramma borellii در طول یک مراسم خواستگاری